# NIC-14
La NIC-14 es una autopista nacional catalogada como troncal principal ubicada en Nicaragua. La carretera inicia en el Este en el Centro de León hasta finalizar en el Oeste en la playa Las Peñitas, Departamento de León.